# Cephalodella paggiae
Cephalodella paggiae är en hjuldjursart som beskrevs av Koste och Robertson 1983. Cephalodella paggiae ingår i släktet Cephalodella och familjen Notommatidae. Inga underarter finns listade i Catalogue of Life.